# Hey! ピクミン
『Hey! ピクミン』（ヘイ! ピクミン、Hey! Pikmin）は、任天堂より2017年7月13日に発売されたニンテンドー3DS用ゲームソフト。『ピクミンシリーズ』のスピンオフ作品。

## 概要
前作『ピクミン3』の発売から4年振りとなる作品。時系列は『ピクミン3 デラックス』の追加ストーリーの後。3Dアクションのナンバリング作品と違い、シリーズ初の横スクロールアクションとなっている。開発は『ヨッシー New アイランド』などを制作したアーゼスト。
3DS用のタッチペンでの操作でピクミンに指示を出し、40以上あるステージでお宝を集めながらゴールを目指していく。キラキラエネルギーを3万個集め、ピクミンの星から脱出することが目標である。
本作の発売日と同日にピクミンのamiiboが発売。ピクミンのamiiboを読み込むとピクミンを呼び出すことができ、amiiboがレベルアップするとより多くのピクミンを呼べるようになる。大乱闘スマッシュブラザーズシリーズのオリマー、スーパーマリオシリーズ、どうぶつの森シリーズ、スプラトゥーンのamiiboにも対応している。『ピクミン2』にあった原生生物・お宝図鑑があり、マリオやルイージなどのキャラクターも図鑑に登録される。

## ストーリー
ホコタテ星人のキャプテン・オリマーは仕事を終えてドルフィン2号機でホコタテ星へ帰ろうとしていた。だが、ドルフィン2号機に隕石が衝突してピクミンのいる星に墜落してしまい、ドルフィン2号機を動かすキラキラエネルギーが空っぽになってしまう。そこへピクミンが現れ、彼らの力を借りてドルフィン2号機を動かすためのキラキラエネルギーを集めることとなる。

## 登場キャラクター

### ホコタテ星人
キャプテン・オリマー
主人公を務めるのは『ピクミン2』以来。

### ピクミン
今作では以下の5種類が登場。近づいたり笛を吹くと仲間になり後ろについてくる。ステージ内では最大20匹のピクミンを仲間にできる。
赤ピクミン
火に強く攻撃力が高い。燃えた地面を消すことができる。
黄ピクミン
電気に強く高い場所まで投げられる。電気の仕掛けを動かすことができる。
青ピクミン
唯一水中でも活動できる。
岩ピクミン
水晶などを破壊できる、投げつけると壁を貫通する。
羽ピクミン
高所から飛び降りるときオリマーを掴んで飛距離を伸ばすことができる。